# Rhinella dapsilis
Espèce
Synonymes
- Bufo dapsilis Myers & Carvalho, 1945

Statut de conservation UICN

 LC  : Préoccupation mineure
Rhinella dapsilis est une espèce d'amphibiens de la famille des Bufonidae.

## Répartition
Cette espèce se rencontre en Amazonie jusqu'à 300 m d'altitude :
- au Brésil à Benjamin Constant dans l'ouest de l'État d'Amazonas ;
- en Colombie dans les départements de Caquetá et d'Amazonas ;
- dans l'Est d'Équateur ;
- dans l'est du Pérou.

## Publication originale
- Myers & Carvalho, 1945 : Notes on some new or little-Known Brazilian amphibians, with an examination of the history of the Plata salamander, Ensatina platensis. Boletim do Museu Nacional, Nova Série, Zoologia, vol. 35, p. 1-24.